# 立崎芙由子
立崎芙由子（日语：／ Tachizaki Fuyuko，1989年1月13日—），旧姓铃木（／ Suzuki），日本女子冬季两项运动员，2011年亚洲冬季运动会女子15公里个人银牌得主和女子4×6公里接力铜牌得主、2017年亚洲冬季运动会女子12.5公里集体出发和混合接力铜牌得主。丈夫立崎幹人同样是冬季两项运动员。